# Đài Phát thanh Mashaal
Đài Phát thanh Mashaal Mashaal là một thành viên của Đài châu Âu Tự do/Đài Tự do tại Afghanistan và Pakistan. Đài lên sóng từ tháng 1 năm 2010. Đài phát sóng bằng tiếng Pashtun. Trụ sở của đài là Praha, Cộng hòa Séc, và Islamabad, Pakistan.